# The Getaway (gra komputerowa)
The Getaway – komputerowa gra akcji wyprodukowana przez brytyjskie studio Team Soho. Gra została wydana 11 grudnia 2002 roku przez Sony Computer Entertainment na platformę  PlayStation 2.

## Wydanie
Gra została wydana 11 grudnia 2002 roku przez Sony Computer Entertainment na platformę  PlayStation 2. 12 listopada 2004 roku została wydana kontynuacja The Getaway: Black Monday.